# Zavazadlový prostor

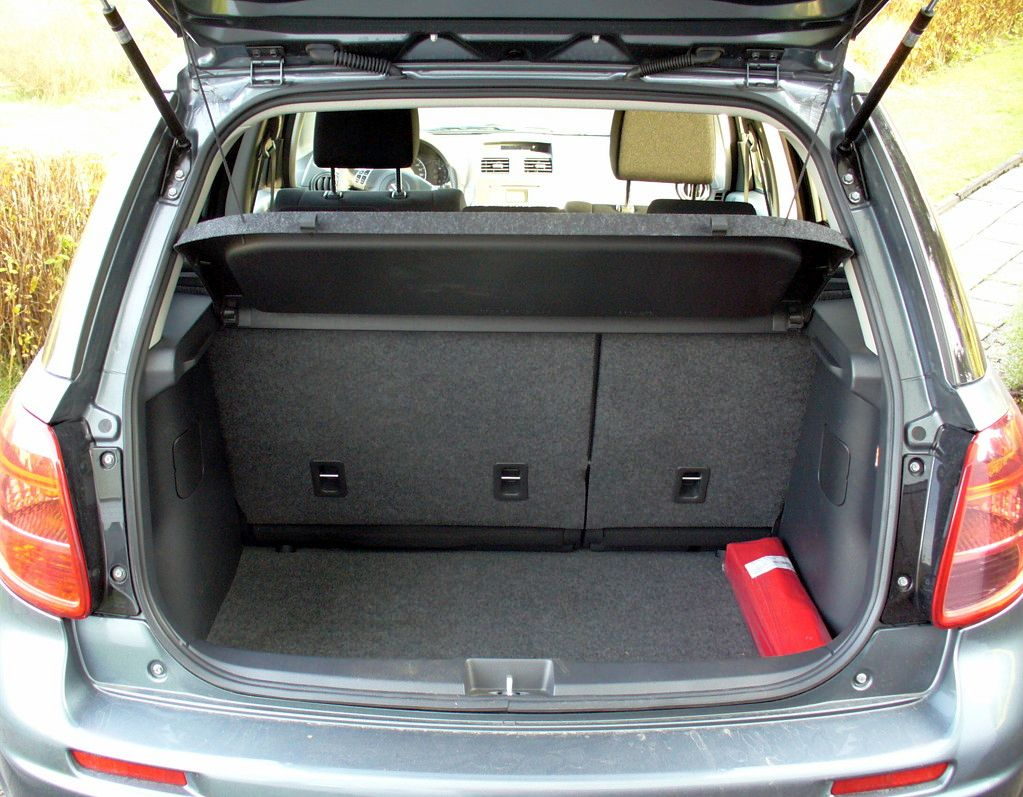
Zavazadlový prostor

Zavazadlový prostor (též zavazadelník, lidově kufr) je část automobilů, která slouží k přepravě nákladů. Jeho objem se udává v litrech. Největší rozměry má u vozů typu kombi. U automobilů typu sedan, nebo kupé, může být umístěn vpředu nebo vzadu na opačné straně, než je umístěn motor. Jeho objem lze většinou zvětšit sklopením sedadel.
U elektromobilů, které mají baterii zabudovanou v podlaze vozu, mohou být zavazadlové prostory vpředu i vzadu.